# Ginger Huber

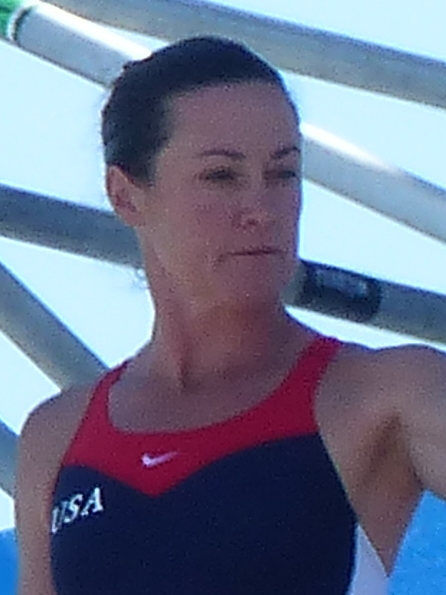
Ginger Huber (2017)

Ginger Leigh Huber (* 6. Dezember 1974) ist eine US-amerikanische Wasserspringerin.
Beim erstmals für Frauen ausgetragenen Red Bull Cliff Diving World Series im italienischen Malcesine wurde sie im Juli 2013 Zweite. Zwei Wochen später errang sie bei den Schwimmweltmeisterschaften 2013 in Barcelona im neu eingeführten 20-Meter-Klippenspringen die Silbermedaille. 2015 wurde sie Zweite bei der Red Bull Cliff Diving World Series.